# Hans Jakob von Gemmingen
Hans Jakob von Gemmingen (* 11. Juli 1553; † 1622 in Mühlhausen) war fürstlich-augsburgischer Rat und Pfleger in Oberndorf.

## Leben
Er war ein Sohn des Hans Dietrich von Gemmingen (1516–1566) und der Magdalena Mundpratt von Spiegelberg († 1566) aus der Linie Steinegg der Freiherren von Gemmingen. Wie zahlreiche Angehörige seiner Familie trat er in fürstbischöflich-augsburgische Dienste, wo sein Bruder Johann Otto von Gemmingen (1545–1596) ab 1591 Fürstbischof war und wo Hans Jakob wie auch sein Bruder Hans Diepold das Amt eines Rates bekleideten. Auch mehrere von Hans Jakobs Söhnen fanden in augsburgischen Diensten ihr Auskommen. Der schwachsinnige Hans Georg wurde im Kloster zum Hl. Kreuz versorgt, Sohn Hans Wilhelm wurde Domherr in Augsburg, Sohn Eitel Dietrich war augsburgischer Jägermeister und folgte dem Vater als Pfleger in Oberndorf.
Das Epitaph für Hans Jakob von Gemmingen und seine Gattin Barbara von Breitenlandenburg ist in der katholischen Kirche St. Alexander in Mühlhausen erhalten.

## Familie
Er war verheiratet mit Barbara von Breitenlandenburg.
Nachkommen:
- Hans Dietrich (* 1578), schwachsinnig
- Karl (1580–1581)
- Hans Georg (* 1581), schwachsinnig, kam deswegen zum Hl. Kreuz nach Augsburg
- Hans Wilhelm (1583–1621), Domherr in Augsburg und Eichstätt
- Hans Rudolph (1584–1637), Landkomtur des Deutschen Ordens in Österreich
- Eitel Dietrich (* 1586), fürstlich-augsburgischer Jägermeister und Pfleger in Oberndorf
- Barbara ⚭ Ilsung von Kronenberg
- Maria Magdalena (1591–nach 1666) ⚭ Hans Ulrich von Lichtenstein
- Anna Sibylla (1594–1665), Meisterin des Klosters Urspring